# 퐁텐블로
퐁텐블로(프랑스어: Fontainebleau, 프랑스어 발음: [fɔ̃.tɛn.blo])는 프랑스의 코뮌으로 일드프랑스 레지옹에 속한 세네마른 데파르트망에 위치해 있으며, 파리에서 남동쪽으로 57km 떨어져 있다.
퐁텐블로 거주민은 벨리퐁탱(Bellifontains, 부정확한 어원, 민간어원에서 기원하였음)으로 불리나, 역사적인 맥락에서 퐁텐블로 거주민은 퐁텐블로디앵(Fontainebleaudiens)으로 불린다.

## 인구
| 연도        | 인구   | ±% p.a. |
| ----------- | ------ | ------- |
| 1968        | 18,094 | —       |
| 1975        | 16,778 | −1.07%  |
| 1982        | 15,679 | −0.96%  |
| 1990        | 15,714 | +0.03%  |
| 1999        | 15,942 | +0.16%  |
| 2007        | 15,740 | −0.16%  |
| 2012        | 14,908 | −1.08%  |
| 2017        | 14,886 | −0.03%  |
| 출처: INSEE |        |         |

## 정치 및 행정

### 자매도시
- 콘스탄츠, 독일, 1960년 5월 28일 -
- 리치먼드어폰템스구, 영국, 1977년 -
- 시엠리아프, 캄보디아, 2000년 6월 11일 -
- 로디, 이탈리아, 2011년 10월 -
- 신트라, 포르투갈, 2016년 3월 8일 -

## 지역 문화 및 유산

### 장소와 유적
- 퐁텐블로 궁

퐁텐블로 숲, 장바티스트 카미유 코로 작, 1830년, 미국 워싱턴 D.C. 내셔널 갤러리 오브 아트 소유.

퐁텐블로는 프랑스에서 베르사유궁에 이어 두번째로 큰 왕궁의 소재지로 잘 알려져있다. 1137년 처음 언급된 요새에서 "사냥 유희"를 즐긴 성왕 루이가 그 건물을 확장하였으며 수도원 및 자선시설 역시 지어졌다. 루이 14세는 1685년 10월 18일 이곳에서 퐁텐블로 칙령을 공표하여 낭트 칙령을 폐기했다. 1814년 황실 근위대 앞에서 나폴레옹 황제가 퇴위한 것 역시 퐁텐블로 궁의 조정에서 이뤄졌으며, 앞마당은 이후 고별의 조정(Cour des Adieux)으로 불리게 되었다.

## 같이 보기
- 세네마른의 코뮌
- 퐁텐블로 궁
- 퐁텐블로 숲